# Lamento di Tristano
Il Lamento di Tristano è una danza bipartita (estampie) del XIV secolo, di autore anonimo presumibilmente italiano, che fa parte del Manoscritto di Londra. La prima parte ha andamento cantabile, la seconda parte detta La Rotta, è una variazione di carattere vivace divenuta molto popolare ed ancora oggi spesso eseguita con strumenti d'epoca.